# Wąwóz do Smokówki
Wąwóz do Smokówki – dolina będąca orograficznie prawym odgałęzieniem Doliny Szklarki na Wyżynie Krakowsko-Częstochowskiej. Jej dnem biegnie granica między wsią Jerzmanowice (lewe zbocza) a wsiami Racławice i Szklary (prawe zbocza). Dolina jest zaznaczona na mapie Geoportalu, ale bez nazwy. Nazwę podają przewodniki turystyczne i publikacje speleologiczne. W jej prawych zboczach znajdują się wzniesienia: Skała Bukowa, Chochołowe Skały, Smokówka i Szklary, w lewych Willisowe Skały. 
Wąwóz do Smokówki zaczyna się depresją wśród pól uprawnych wsi Jerzmanowice i Racławice. Czym niżej, tym staje się głębszy. Początkowo opada w kierunku południowym, potem zakręca na południowy wschód i uchodzi do Doliny Szklarki przy asfaltowej drodze łączącej Szklary z Jerzmanowicami, dokładnie na granicy tych miejscowości. Krótki odcinek drogi prowadzi tylko jego dolną częścią, wyżej w dnie doliny brak jakiejkolwiek drogi czy ścieżki. 
Dno Wąwozu do Smokówki i dolną część prawych zboczy porastają zarośla, poza tym zbocza są bezleśne, pokryte łąkami i polami ornymi. W dnie wąwozu znajduje się kilka wapiennych skał, a w nich obiekty jaskiniowe: Okap w Wąwozie do Smokówki, Szczelina przy Maszynowni, Szczelina przy Okapie w Wąwozie do Smokówki, Tunel Maszynownia.  
Wąwóz do Smokówki ma kilka niewielkich bocznych odgałęzieniem. Jednym z nich jest położony w dolnej części orograficznie lewy Przycni Dół. Po jego południowej stronie znajduje się największe skupisko skał i Tunel Maszynownia.

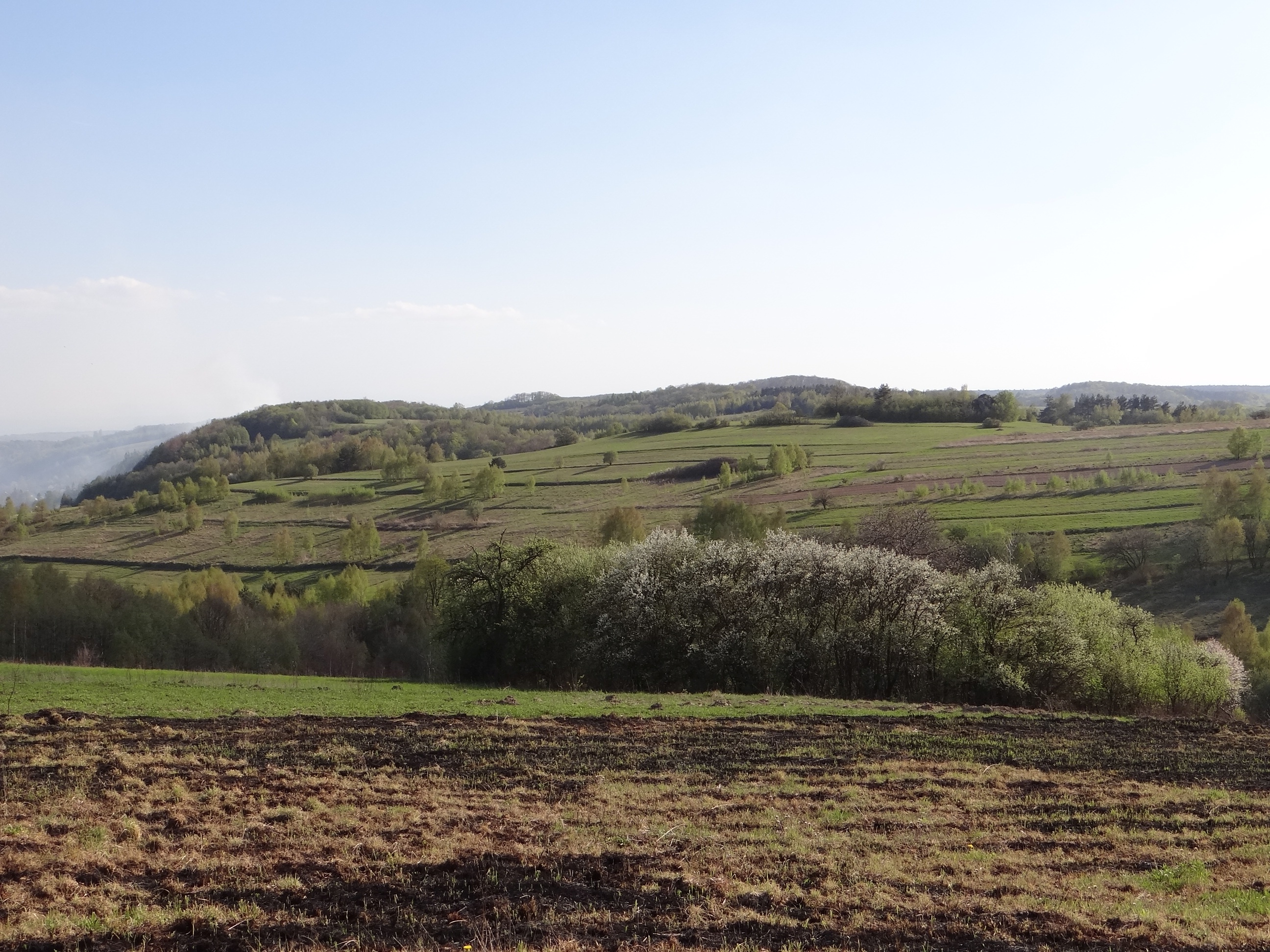
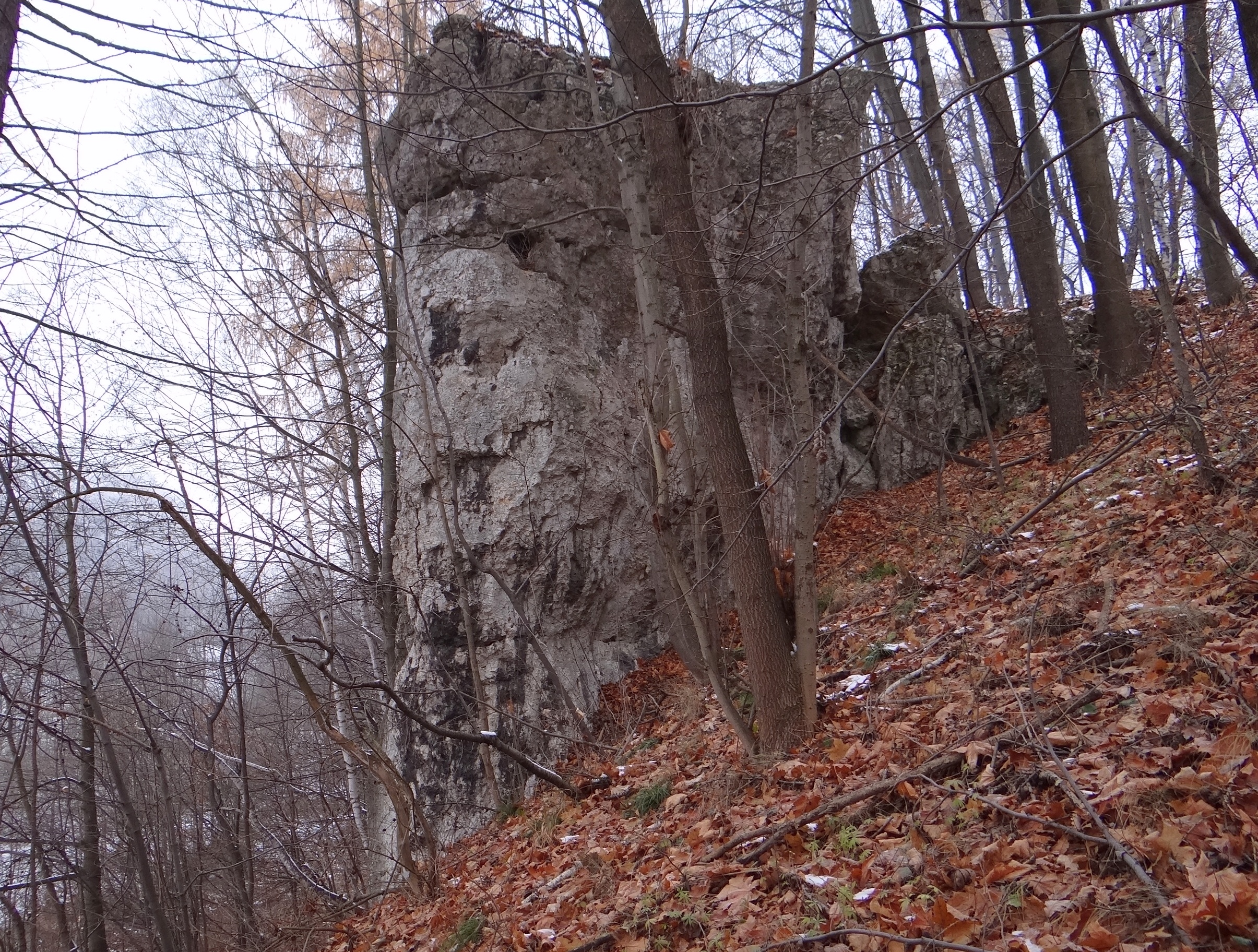
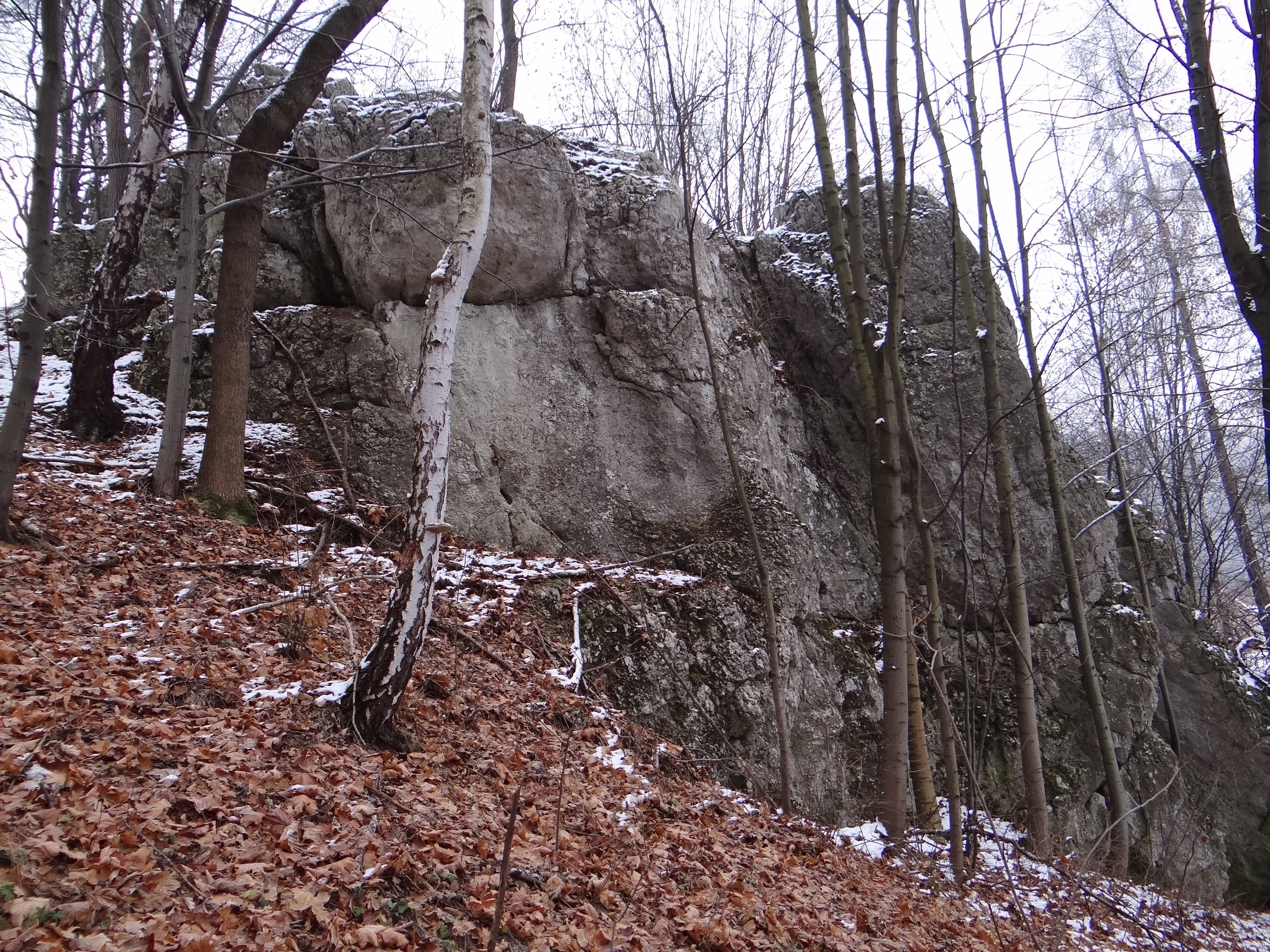
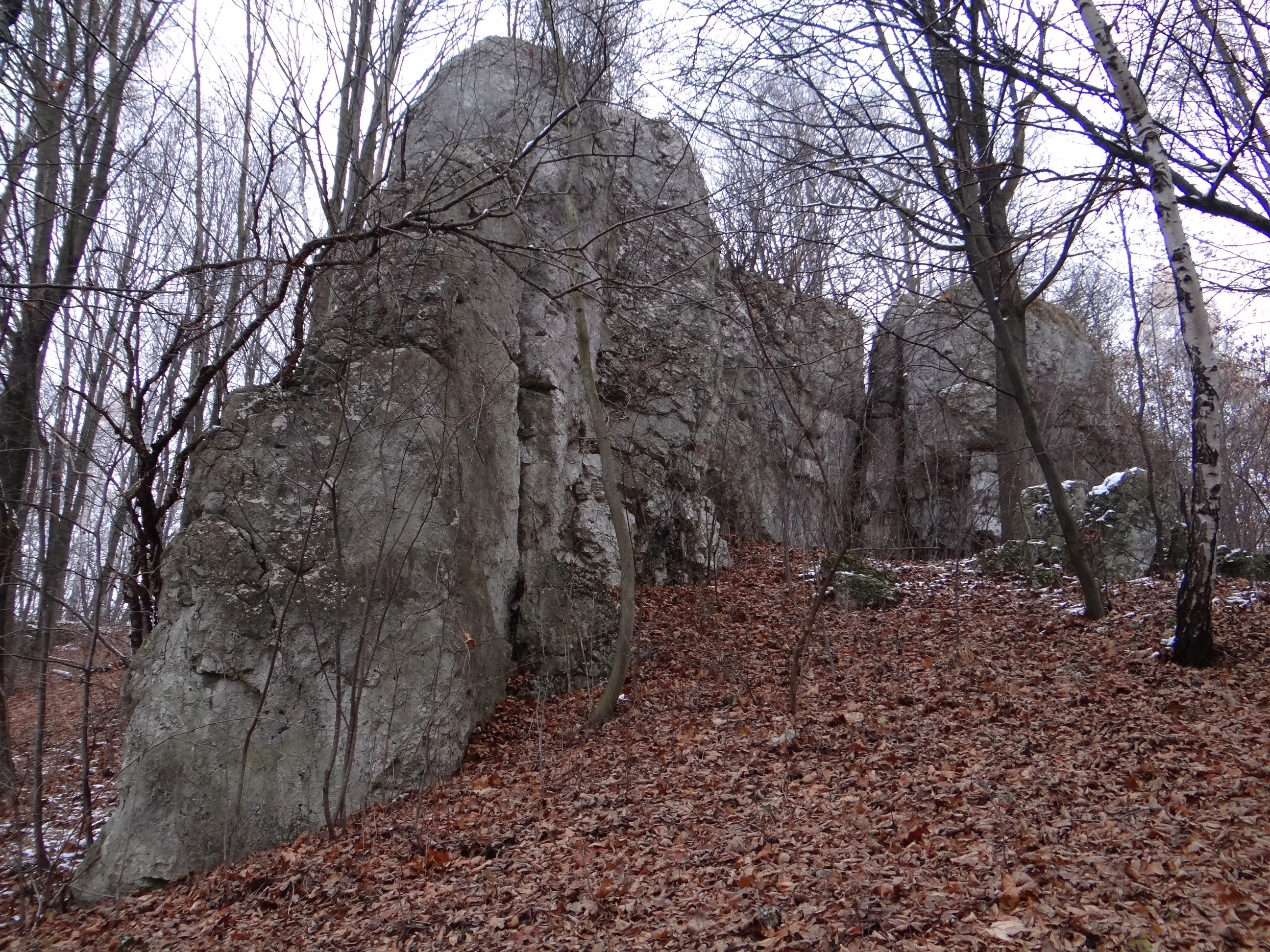
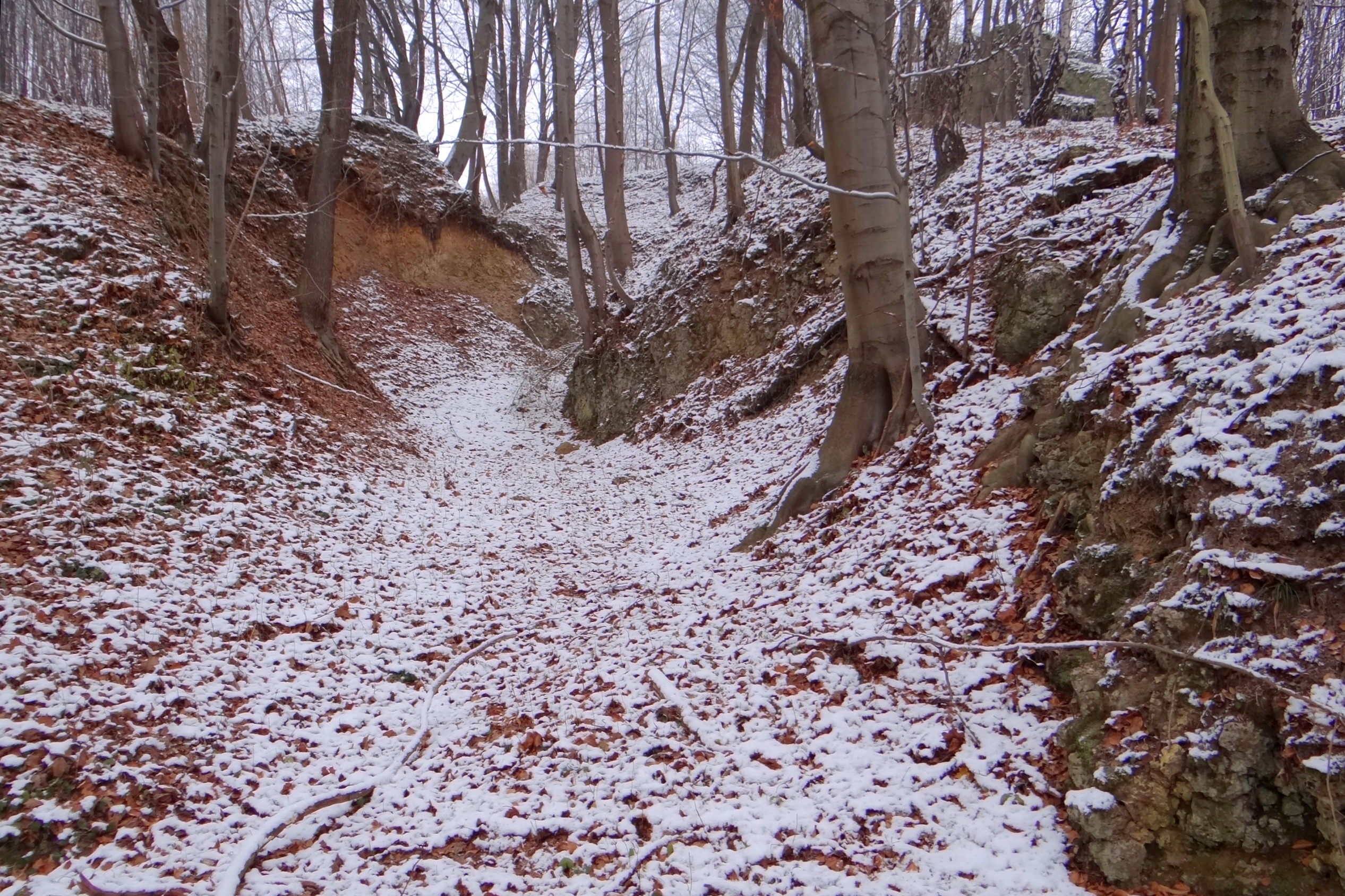
Przycni Dół